# Asterias rathbuni
Asterias rathbuni är en sjöstjärneart som först beskrevs av Addison Emery Verrill 1909.  Asterias rathbuni ingår i släktet Asterias och familjen trollsjöstjärnor.

## Underarter
Arten delas in i följande underarter:
- A. r. crassispinis
- A. r. rathbuni